# 大花木蓝
大花木蓝（学名：Indigofera wilsonii）为豆科木蓝属下的一个种。

## 扩展阅读
- 維基物種上的相關：大花木蓝